# Red Deer (fiume)
Il Red Deer è un fiume canadese della provincia dell'Alberta. È il principale affluente del fiume South Saskatchewan. Le sorgenti si trovano sulle Montagne Rocciose.
Ha una lunghezza di 724 km e il suo bacino imbrifero ricopre un'area di 45.100 km2. La sua portata è di 70 m³/s.
I principali centri abitati attraversati dal fiume sono Sundre, Red Deer, Blackfalds e Drumheller, nell'Alberta.

## I suoi affluenti
- Fiume James
- Fiume Raven
- Fiume Little Red Deer
- Fiume Medicine
- Fiume Blindman
- Fiume Rosebud

### Affluenti minori
- Threehills Creek
- Kneehills Creek
- Bullpound Creek
- Berry Creek
- Blood Indian Creek
- Alkali Creek
- Fallentimber Creek